# 劉吉 (正統進士)
劉吉（1427年—1493年），字祐之，號約菴，京師保定府博野縣（今河北省博野縣）人。明朝政治人物，憲宗成化年間“紙糊三閣老”之一。虽屢遭弹劾，卻稳居内阁长达十八年，人稱“刘棉花”。孝宗初期，為首輔。卒贈太師，諡文穆。

## 生平
正統十三年（1448年）戊辰科進士。先任庶吉士，授編修。《寰宇通志》成，進修撰。天順四年侍講讀於東宮。（曾為明憲宗的老師）劉吉工于心計，左右逢源，銳于結黨營私，時常被言官所批評攻擊。居內閣十八年，人稱之為「劉綿花」，就是說其“耐彈”（不懼被彈劾）。
明憲宗即位，劉吉的官位由侍讀、侍讀學士、到禮部左侍郎。成化十一年與劉珝一同被任命入閣，兼翰林學士，任禮部尚書。（紙糊三閣老形成）明孝宗出閤，加太子少保兼文淵閣大學士。《文華大訓》成，加太子太保，進武英殿大學士。久之，進戶部尚書、謹身殿大學士，尋加少保兼太子太傅。孝宗繼位後，當萬安及尹直先後致仕後，劉吉便為首輔。為了怕被言官批評攻擊不斷，還建議提拔很多言官，如賀欽、強珍等數十人，作為攏絡手段；但是還是有人不領情，還是不斷批評，如林俊、張升、曹璘、歐陽旦、方向、陳嵩等。劉吉針對這些，非常氣憤，於是與太監蔣琮合作，驅逐了許多大臣、御史。之後，中外側目，言者就漸漸不敢批評。
孝宗初登位期間，劉吉結合道士，頗受寵信，初即位進少傅，兼太子太師，吏部尚書。及《憲宗實錄》成。又進少師、及華蓋殿大學士（全衔為特進光禄大夫柱國少師兼太子太師吏部尚書華盖殿大學士知制诰國史總裁知经筵事）。劉吉柄政久，權勢烜赫。孝宗初傾心聽信，後眷頗衰。但是劉吉始終沒有離去的意願。弘治五年，孝宗欲封后弟為伯爵，命令劉吉撰編誥券，以便冊封。劉吉卻說一定要先封二太后家子弟之後才可，惹得孝宗不悅，遣中官太監到他家，諷刺叫他致仕辭官，才上章引退。劉吉懷疑過批評他的言語是出自於落第舉子，還因此提出建議政策，舉人三試不第者，不得復會試。還好當時剛好在會試期，舉子已群集都下，禮部還是先讓舉子考試，等之後再執行政策。後來劉吉致仕，這個政策還是沒有執行到。劉吉回鄉之後，逾年卒。

## 著作
曾主持修撰《寰宇通志》、《明英宗實錄》、《文華大訓》、《明憲宗實錄》、《明憲宗寶訓》、《續資治通鑑綱目》、《大明一統志》等。

## 墓葬
刘吉墓，在今程委镇张家庄村西。

## 家族
曾祖劉紹先。祖父劉潔。父劉輔。母齊氏。重庆下。兄劉慶。弟劉寧、劉泰、劉亨。子劉冪（1474年-1548年），字用植，以蔭授中书舍人，历官大理寺副、尚宝司丞、尚宝司卿、太常寺少卿、太常寺卿掌尚宝司事。孙劉光遠、劉光肇、劉光祖、劉光裕、劉光祀。